# Relativismo etico sofistico
(Fabio Cioffi, I filosofi e le idee, vol I pag.129, ed.B.Mondadori)
Il relativismo etico, teorizzato dai sofisti del V secolo a.C., rifiuta l'esistenza di principi immutabili nel comportamento morale.

## Le origini storiche del relativismo

### La crisi dell'Atene del dopo Pericle
La dottrina sofistica può essere definita una "filosofia della crisi" , dove emergono le contraddizioni della tradizione politica e filosofica precedente. Compare una nuova concezione dell'uomo, visto soprattutto come cittadino che aspira a divenire protagonista della scena politica.

Questo mutamento di valori è legato alla situazione storica ateniese.
Già al tempo di Pericle, dopo le grandi vittorie sui Persiani, in Atene si sviluppano classi emergenti, come quella dei mercanti e quella degli artigiani, che si sostituiscono alla classe aristocratica terriera. 

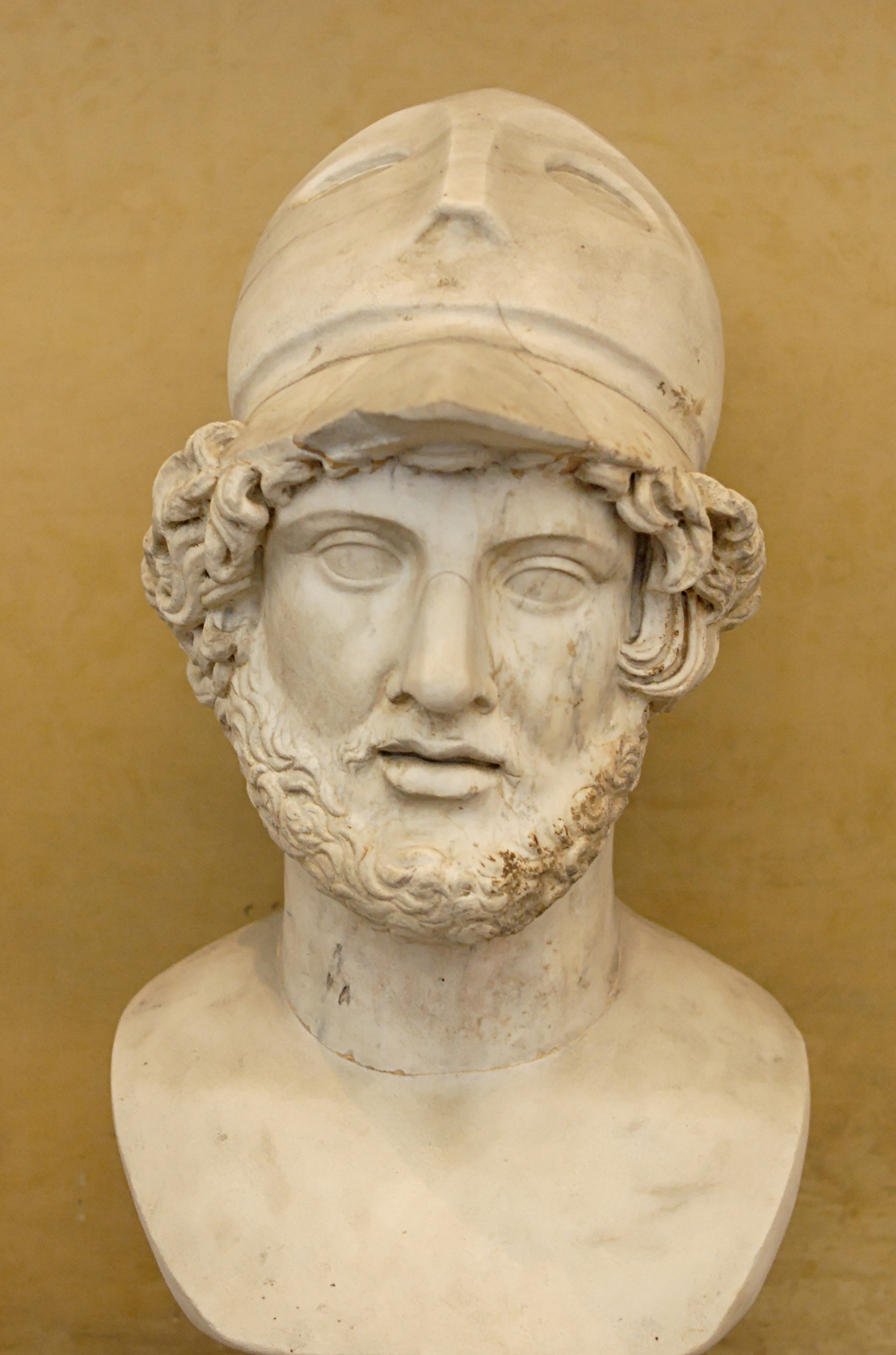
Pericle

Si sviluppa l'imperialismo, con il proposito degli ateniesi di estendere la loro democrazia a territori stranieri, che si desidera conquistare.

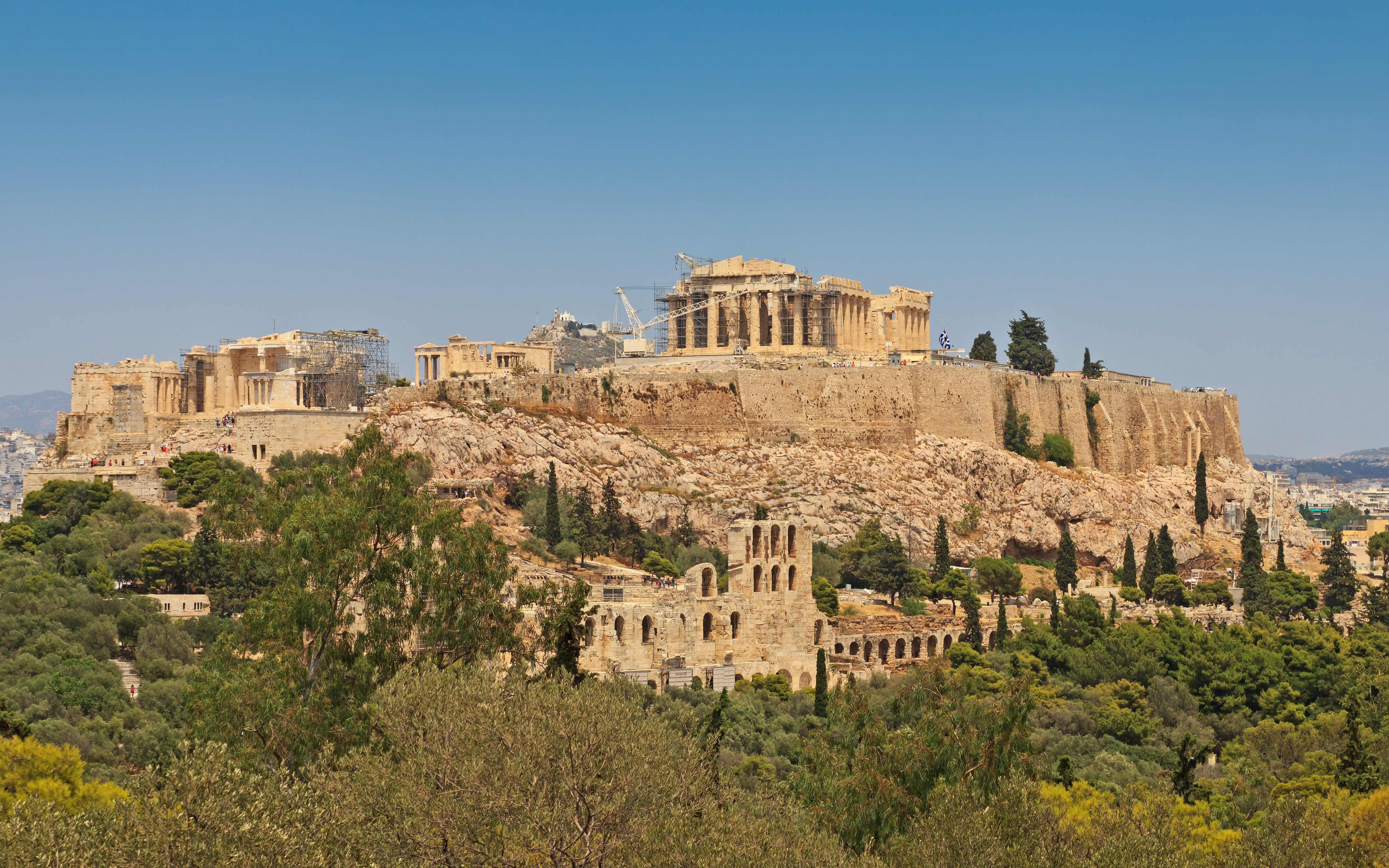
L'Acropoli con il Partenone raffigurazione del nazionalismo greco al tempo di Pericle

Ad Atene cominciano a delinearsi spinte politiche e sociali di tipo individualistico. Pericle riesce ad armonizzare queste tendenze nell'ambito di una concezione più alta della società e dello Stato, per cui il cittadino ateniese tanto più si sentiva protetto nei suoi interessi privati quanto più partecipava alla vita dello stato, alla vita politica, al processo di formazione delle leggi, alle assemblee.
Tuttavia l'ostilità delle altre città greche, la guerra del Peloponneso contro Sparta, l'epidemia di peste ad Atene, dove morirà lo stesso Pericle, segnano il declino della città-stato.
Il regime democratico si corrompe, diventa demagogia, si diffonde la ricerca del piacere e del lusso e cresce anche la domanda d'istruzione, poiché le classi emergenti desiderano ottenere, accanto al potere del denaro, il prestigio della cultura.
In questo contesto storico emergono i sofisti, effetto e non causa della crisi ateniese.

## Protagora: il relativismo gnoseologico
I sofisti avanzano una nuova concezione del mondo greco, concentrando la riflessione filosofica non più sulla physis ma sull'uomo. La base della ricerca della verità diviene quella integralmente umana della città, dello scontro politico e dei rapporti intersoggettivi, dove assume i contorni del vero ciò che ognuno ritiene tale. Non si cerca più la verità assoluta e definitiva valida per tutti ma quella relativa, connessa alle esperienze di vita di ciascuno. È questo il relativismo gnoseologico, che escludendo ogni verità certa nella conoscenza la esclude anche nella morale, dove il bene e il male sono rapportati al giudizio individuale.
Sostiene Protagora:

"L'uomo è misura di tutte le cose: di quelle che sono in quanto sono, di quelle che non sono in quanto non sono"

volendo affermare non che ognuno possa arbitrariamente decidere ciò che è vero e ciò che è falso, ma che la distinzione tra il vero e il falso, tra il bene e il male, dipende dal rapporto che ognuno ha con il mondo, sia quello della natura sia quello della società in cui vive. 
(Aristotele, Metafisica. libro X)
Con quella espressione Protagora metteva quindi fine al dibattito astratto che era nato tra i filosofi greci, se la realtà fosse costituita dall'essere o dal divenire, dal "non essere", mettendo anche in discussione ogni criterio distintivo tra il bene e il male.

### Il superamento del dibattito tra l'essere e il divenire
I pluralisti avevano tentato una soluzione di compromesso, che però si rivelava inefficace poiché, sostenendo la molteplicità di esseri e del movimento, ciascuno dei quali aveva le stesse caratteristiche dell'essere unico parmenideo (e con questo si soddisfacevano gli eleati ), non spiegava come potessero nascere le cose dall'aggregazione di esseri da sempre immobili e immutabili. 
Per cui erano costretti a far intervenire una forza esterna per spiegare il divenire, fosse essa la contrapposizione di "amore" e "odio" di Empedocle, il Nous di Anassagora o la necessità degli atomisti, che desse la spinta iniziale alla nascita delle cose. Un deus ex machina, affermava Aristotele, che pretendeva di risolvere fittiziamente l'intricata faccenda.
Il sofista Protagora sostiene invece che questo dibattito è inutile, poiché ciò che conta non è la natura delle cose ma come l'uomo si relaziona con le cose stesse, come cioè l'uomo possa vivere al meglio nel mondo in cui si trova ad esistere.
L'uomo è collegato al mondo tramite i sensi e questi danno delle cose una visione che:
- muta da individuo a individuo;
- muta nello stesso individuo;
- dura sin che dura la sensazione istantanea e fuggevole.

Quindi non sapremo mai ciò che è vero e ciò che è falso ma solo ciò che a noi sembra vero o ciò che a noi conviene far sembrare vero. Analogamente per il rapporto tra teoria e pratica svanisce ogni distinzione tra bene e male.

### L'etica politica di Protagora
A coloro che obiettano allora di quale sapere siano sapienti i sofisti, essi rispondono che non insegnano cultura, verità, ma quelle conoscenze che sono più capaci di produrre utilità e piacere nell'individuo.
Ed è proprio questo che richiedono gli arricchiti ateniesi desiderosi di fare carriera politica, di potersi difendere con efficacia nei tribunali.
Essi insegnano una "technè", un sapere particolare che è "l'arte del vivere bene" che si possiede col "rendere più forte il discorso più debole", con la retorica.
(Platone, Teeteto, 166)
La virtù con i sofisti non dipende più dalla nascita ma dal sapere accessibile a tutti quelli che possono pagarselo. Essi superano l'antico ideale aristocratico guerriero del bello e del buono (kalokagathia), della forza fisica e del valore, e per questo sono avversati dai regimi conservatori e benpensanti, scandalizzati dall'insegnamento a pagamento di una educazione che prima si trasmetteva di padre in figlio.
Il sapere, la tecnica sofistica si propone invece di ricongiungere la conoscenza alla pratica della vita.
Afferma Protagora nel dialogo platonico dedicato al sofista:
(Platone, Protagora, 317, 319)

### Relatività delnomos(legge) in Protagora
Messa da parte ogni distinzione tra vero e falso, tra bene e male, l'uomo ha tuttavia bisogno nella sua azione di un principio di riferimento (nomos) sicuro e valido per tutti.
Qual è il criterio allora per stabilire ciò che è giusto e ciò che non lo è?

Prima dei sofisti era giusto ciò che stabilivano le leggi dello Stato consacrate dalla tradizione e dalla religione: sono gli dei che danno le leggi alla città.
Ma i sofisti, contestatori di ogni credenza e tradizione, non accettano più questa verità precostituita e attraverso un'analisi "sociologica" ante litteram mettono a confronto le varie leggi degli stati e scoprono che spesso ciò che è giusto per uno stato non lo è per un altro; se le leggi fossero dettate dagli dei dovrebbero essere identiche per tutti, per tutti stabilire lo stesso criterio di giustizia. Se così non è, ciò è dovuto al fatto che invece le leggi sono frutto di convenzioni umane.

### La rottura tranomosephysis
Il criterio ionico della legge  che esiste oggettivamente nell'ordine stesso della natura, e che gli uomini riprendono e applicano alla loro città, è ormai completamente superato.
Quindi le leggi cambiano da società a società, ma tuttavia l'uomo ha bisogno di un criterio di giustizia, di un principio per il suo comportamento politico e morale.
Se vogliamo trovare un criterio unico valido per tutti ci dobbiamo riferire a ciò che nell'uomo è sempre presente e permane immutabile, cioè alla natura, che non è soggetta alle convenzioni umane.
Se noi osserviamo il comportamento degli esseri naturali dove la natura si manifesta spontaneamente, come negli animali o nei neonati, troveremo un principio inalterabile e uguale per tutti:
- per natura è giusto ciò che piace.

Ma se tutti prendessero come elemento determinante del loro comportamento l'interesse egoistico individuale, allora inevitabilmente andremmo incontro ad uno stato di natura dove l'unica legge che conta è quella della giungla, dell'homo homini lupus, dove ognuno cerca di sopraffare l'altro.
Ciò non avverrà, sostengono i sofisti come Trasimaco e Callicle nell'interpretazione platonica – rispettivamente della Repubblica e del Gorgia –  perché la stessa natura ha stabilito un ordine per cui:
- è giusto ciò che piace al più forte

e il più forte non sarà il più forzuto ma
- colui che sa bene usare la parola

Ma intanto come ci si dovrà comportare nei riguardi dello Stato e della legge?
Per  prudenza e utilità bisogna rispettare la legge, ma trasgredirla solo se conviene e spezzarla quando si ha la forza per farlo.
Per Protagora, invece, il relativismo etico e quello gnoseologico giustificano la democrazia, nella quale vale la regola della maggioranza, secondo la quale, per evitare conflitti e violenze, è necessario che ognuno possa esprimere le sue opinioni e poi si metta ai voti la linea da intraprendere, per quanto fallibile e rivedibile in ogni momento. Ciò spiega, anche, la grande stima di cui godette Protagora da parte del suo allievo Pericle, il quale gli affidò persino l'incarico di redigere la costituzione della colonia ateniese di Thurii in Magna Grecia.

## Il nichilismo di Gorgia
Se l'etica di Protagora approda ad un relativismo sia pur moderato dall'ossequenza ad una legge cui si deve talora obbedire per convenienza, quella di Gorgia, basata sull'opera Sul non essere o sulla natura, sostiene l'assenza di ogni principio morale nel più totale nichilismo.
Arrivato alla conclusione (secondo l'interpretazione dello Pseudo-Aristotele) che solo il nulla è,
tramite questa sequenza logica:
- l'essere non esiste:

poiché se è infinito nessun luogo potrebbe contenerlo,
e non può essere finito poiché gli stessi eleati lo negano come tale;
- se anche esistesse, non sarebbe conoscibile:

chi è all'interno dell'Essere, dello Sfero parmenideo, non può conoscerlo;
- se anche fosse conoscibile, non sarebbe dicibile né comunicabile ad altri:

mancherebbero le parole per esprimerlo, e anche se fosse esprimibile non si potrebbe comunicare se non ciò che è oggetto d'esperienza;
per Gorgia la conoscenza è espressa in termini negativi: la verità non esiste, ogni sapere è impossibile, tutto è falso perché tutto è illusorio.
Se la verità non è raggiungibile né con i sensi ingannatori né con la ragione, su quali principi certi si reggerà la morale dell'uomo?
Gorgia risponde che non esistono valori, princìpi immutabili di comportamento, ma ognuno di noi dovrà affrontare la situazione in cui si trova e semplicemente reagire ad essa.

### La morale situazionistica
È questa la morale della situazione, per cui il dovere di comportarsi in un modo piuttosto che in un altro varierà a seconda del soggetto, della sua età, della sua cultura, delle circostanze.
Quando Gorgia fu incaricato dal governo ateniese di celebrare i caduti nella guerra del Peloponneso, disse che questi non furono eroi, ma erano da onorare perché avevano accettato la situazione in cui si erano trovati e avevano saputo agire come le circostanze richiedevano, rispondendo cioè all'apparenza della situazione.
Di fronte al dramma della vita l'unica consolazione è la parola, che acquista valore proprio perché non esprime la verità ma l'apparenza. La parola crea un mondo perfetto dov'è bello vivere.
La parola è magica: pur avendo un corpo piccolissimo è la grande dominatrice dell'uomo.
(Gorgia, Encomio, 8)
La parola esprime al meglio le passioni che guidano la vita dell'uomo, oppure è il caso che domina ogni vicenda umana.